# Freno a tamburo

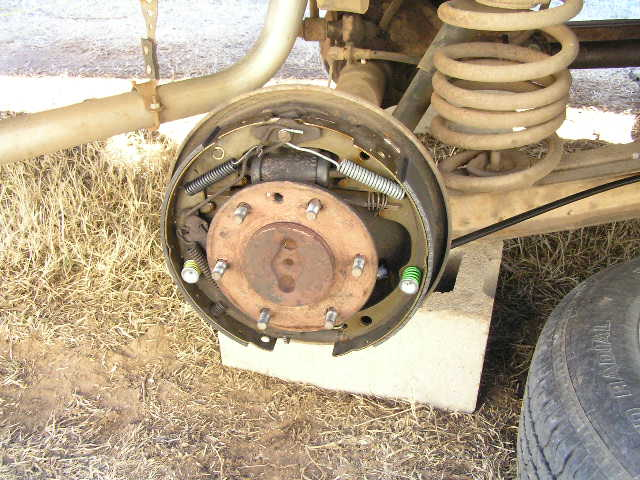
Freno a tamburo di un'auto

Il freno a tamburo è costituito da un   cilindro rotante (detto tamburo) solidale col sistema frenante e da uno o più ceppi realizzati in materiale d'attrito atti ad esercitare una forza sul cilindro e che prendono il nome di ganasce.
Il ceppo può essere sia interno che esterno al rullo. Un esempio del tipo interno è quello delle automobili, un esempio del tipo esterno è quello dei carri.

## Storia
L'invenzione del freno a tamburo si fa risalire a Louis Renault nel 1902.

## Comando e azionamento dei freni
Il comando dei freni può essere:
- Leva
- Pedale

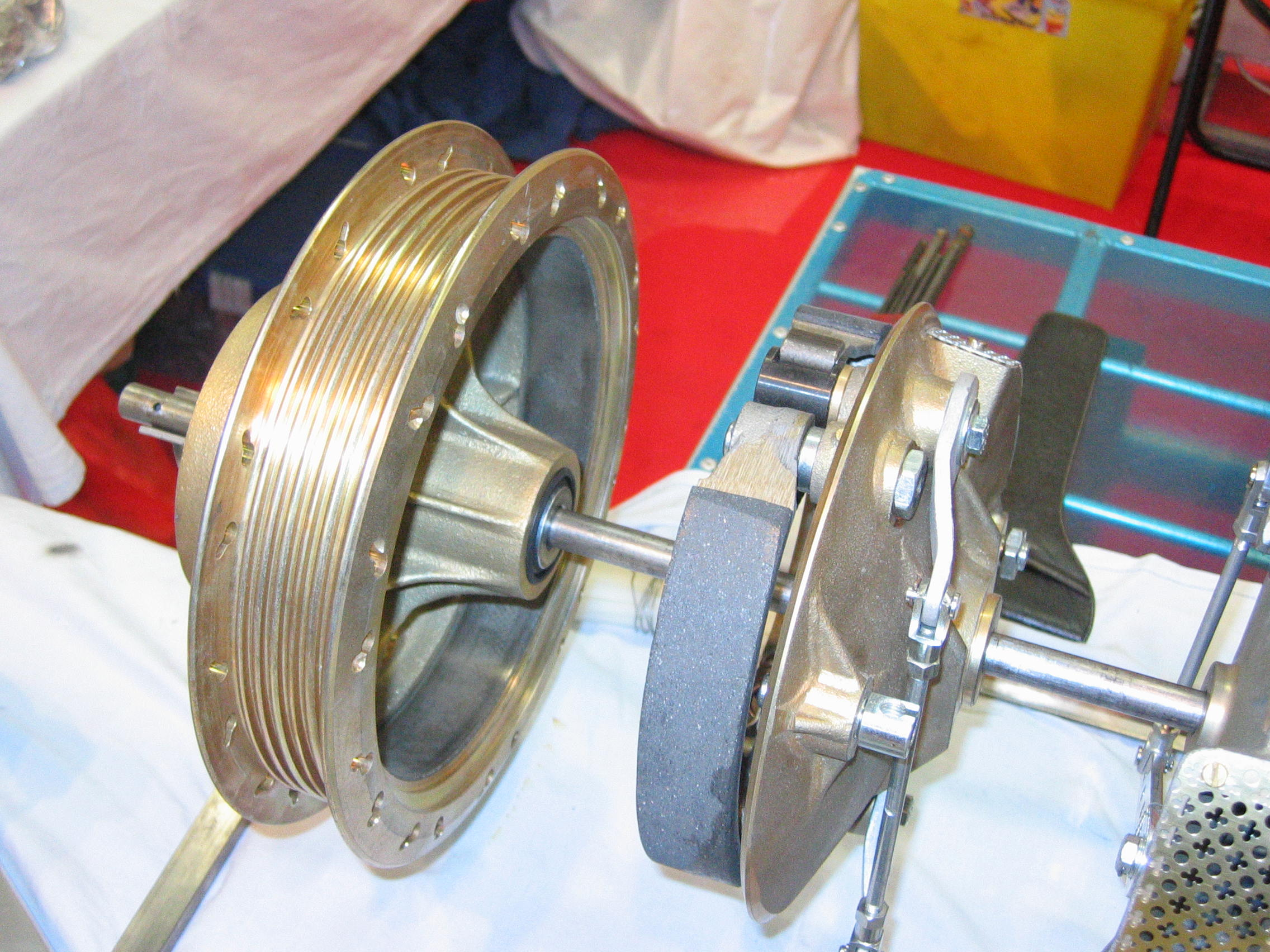
Freno a tamburo di una motocicletta smontato e che presenta una lieve alettatura sul tamburo e una presa d'aria, con azionamento a cavo

I freni possono essere azionati tramite vari sistemi:
- Idraulico
- Pneumatico
- Meccanico

Diversi schemi di funzionamento del freno a tamburo

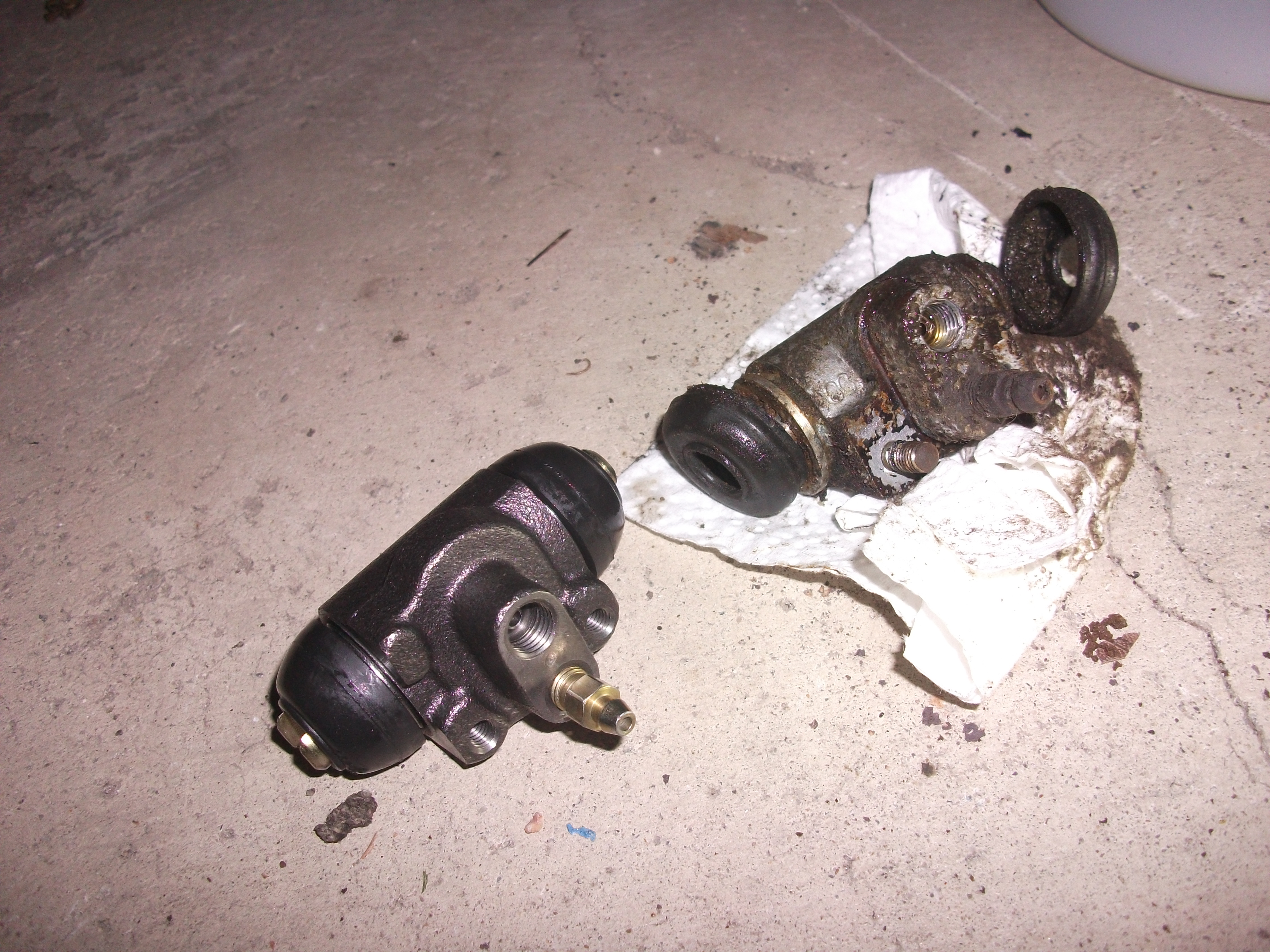
Cilindretti idraulici per tamburi simplex

Il sistema di azionamento del freno può essere:
- Simplex, i ceppi freno sono infulcrati da un lato e azionati da un unico sistema sul lato opposto.
- Duplex, i ceppi freno hanno un fulcro e una camma o cilindro d'azionamento autonomi.
- Uni-Servo, i ceppi freno sono collegati tra loro, uno dei due ceppi è infulcrato, mentre il secondo è azionato dal comando d'azionamento
- Duo Servo, i ceppi freno sono collegati tra loro e sono azionati entrambi dal comando d'azionamento.
- Duo-Duplex, i ceppi freno sono azionati da entrambi i lati dal comando d'azionamento.

## Tamburo e piatto

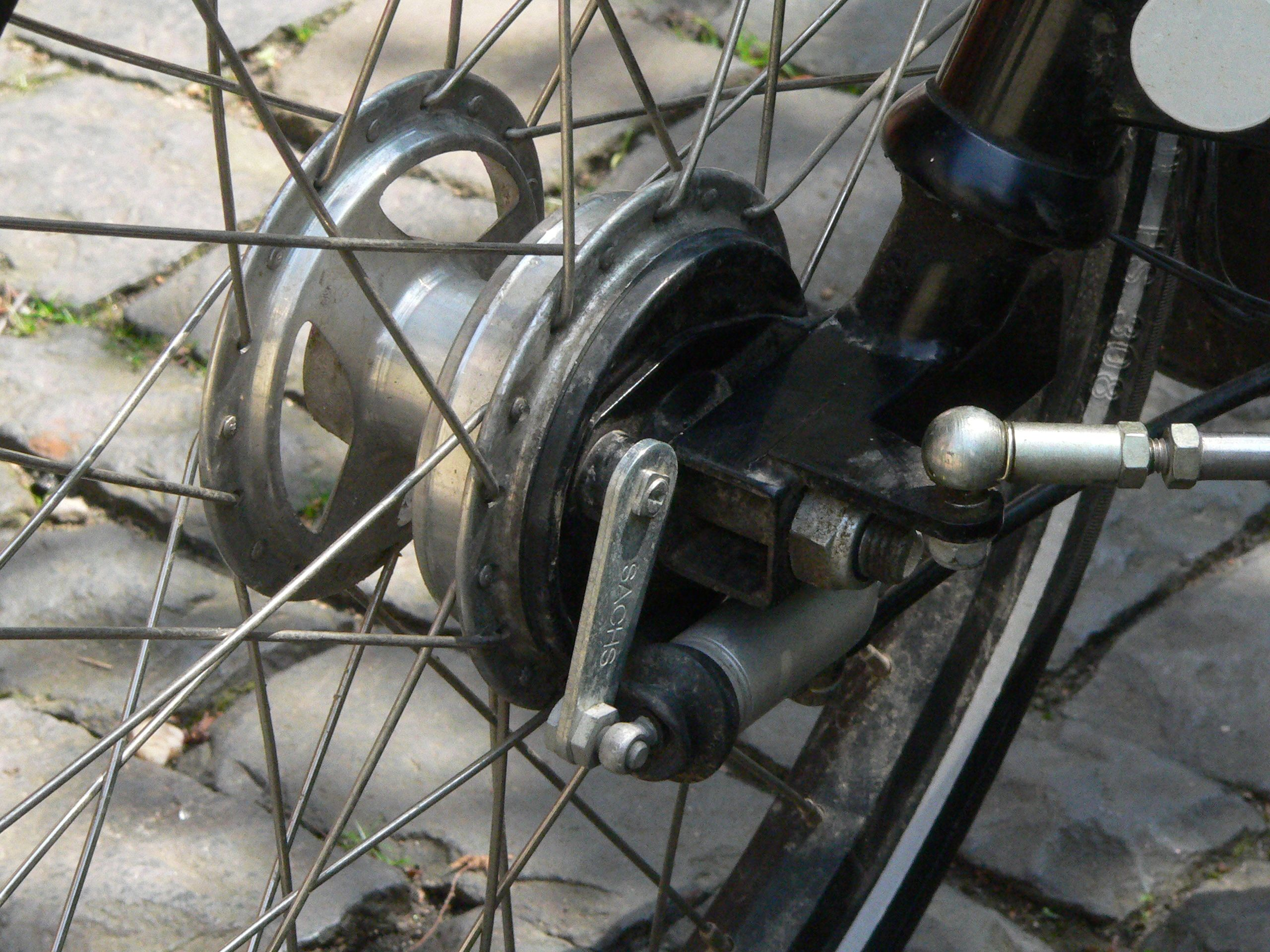
Freno a tamburo fisso di una bicicletta

Il freno a tamburo può essere vincolato al telaio in vari modi:
- Fisso; questo è il sistema più comune, caratterizzato da un bloccaggio del freno con l'elemento che lo sorregge
- Oscillante; caratterizzato dall'uso di un braccio, che assieme alla sospensione crea una struttura snodata, che modifica l'azione del freno durante i trasferimenti di carico.

Il tamburo può essere caratterizzato da alcune soluzioni per migliorarne il raffreddamento:
- Alettature disposte lungo il perimetro del tamburo parallele alla rotazione dello stesso o inclinate, come nel caso dell'Alfa Romeo Giulietta 750, permette un controllo delle temperature esterne del tamburo
- Prese d'aria disposta sul piatto del tamburo, permette un migliore controllo delle temperature interne del tamburo e dei ceppi freno, inoltre permette una migliore pulizia interna favorendo l'espulsione della polvere creata durante l'azione frenante, soluzione utilizzata principalmente sulle motociclette, alcuni esempi sono la Triumph T25SS e la Triumph Daytona T100T degli anni '70.

## Ceppi
I ceppi possono essere disposti:

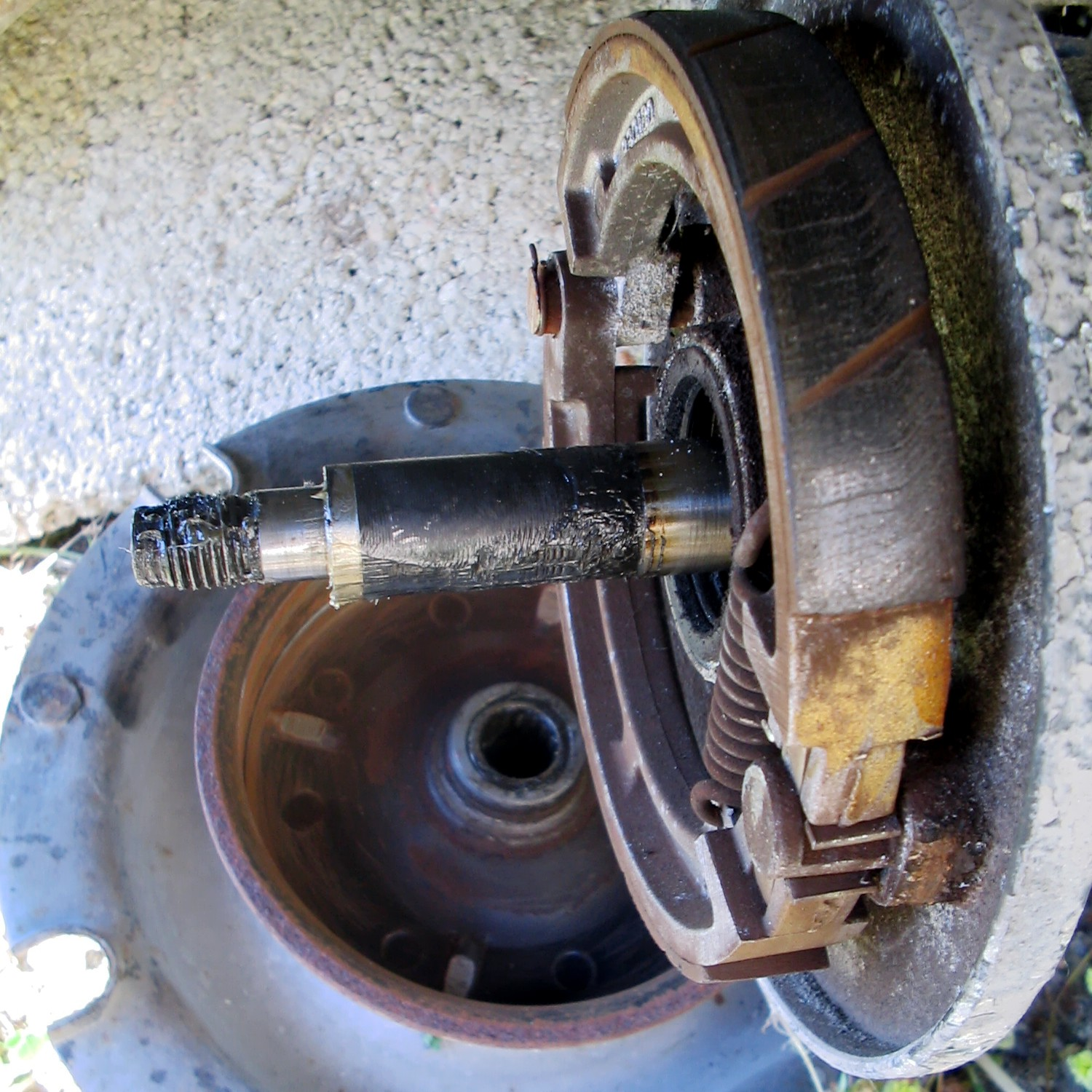
Ceppi infulcrati all'interno di un tamburo con un solo perno, in questo casi il materiale frenante è intagliato

- Internamente disposizione più comune
- Esternamente i ceppi invece che essere posti dentro al tamburo sono posti al suo esterno

Inoltre il ceppo può essere:
- Infulcrato il ceppo è fissato da un lato su un perno che fa da fulcro e dall'altra parte viene azionato contro il tamburo
  - monofulcro i ceppi vengono incernierati su un unico perno
  - multifulcro ciascun ceppo ha il suo perno di rotazione
- Flottante il ceppo è collegato tramite il suo centro al centro di una leva, la quale da un lato ruota su un fulcro e viene azionata dal lato opposto

Il materiale d'attrito può essere:
- Uniforme la superficie del materiale di attrito è omogeneo e con soluzione di continuità
- Intagliato la superficie del materiale d'attrito è caratterizzato da intagli o solchi inclinati[2]

## Calcolo del loro potere frenante

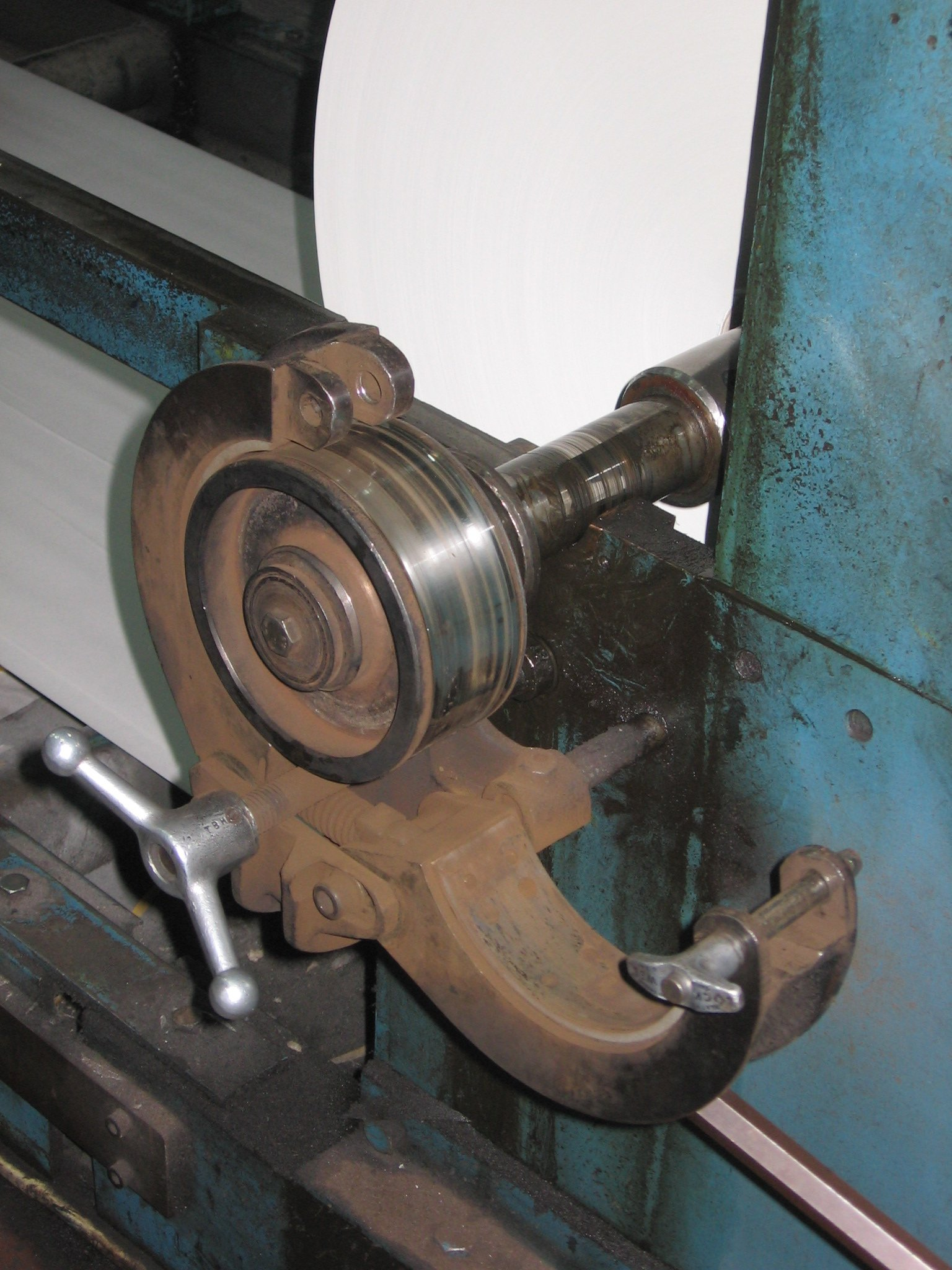
Freno a tamburo di un treno, con ceppi esterni

L'azione frenante è calcolabile attraverso la forza di pressione esercitata perpendicolarmente alla superficie del rullo dal ceppo.

In particolare denominando Fn la forza normale esercitata sul cilindro si ha:
{\displaystyle F_{n}=(hS)/(b+fa)}
dove: h rappresenta la distanza fra il centro di rotazione del ceppo e la sua estremità, 
S rappresenta la forza applicata all'estremità del ceppo, 
b rappresenta la distanza fra il centro di rotazione del ceppo ed il punto nel quale è applicata Fn, 
f rappresenta il coefficiente di attrito e dipende dai materiali di realizzazione del ceppo e del cilindro, 
a rappresenta la distanza fra il punto di rotazione del ceppo ed il punto di applicazione di Fn, proiettata sul piano perpendicolare a "b"
Adesso è banale ottenere Il momento resistente (Mr)
{\displaystyle M_{r}=(fhrS)/(b+fa)}

## Caratteristiche dinamiche
Contrariamente a quello che si pensa, i freni a tamburo raggiungono livelli di decelerazione assai più elevata rispetto a quella raggiungibile da un impianto con pinze e dischi. 
In particolare, l'efficacia frenante di un freno a tamburo, a parità di forza di chiusura, diametro del disco e coefficiente di attrito pastiglia-disco, vale dalle tre alle quattro volte quella di un freno a disco, a seconda che i ceppi siano "avvolgenti" o "svolgenti". 
Inoltre tali impianti frenanti una volta diseccitati non generano attrito, cosa che si ha negli impianti a disco, dove nei primi istanti del disinnesco le pastiglie rimangono leggermente premute sul disco, dato che le pompe frenanti non hanno la capacità di richiamare i pistoncini della pinza frenante alla loro sede, quindi un minimo di pressione rimane sulle pastiglie che rimangono premute sul disco, anche se per poco tempo. 

## Utilizzo

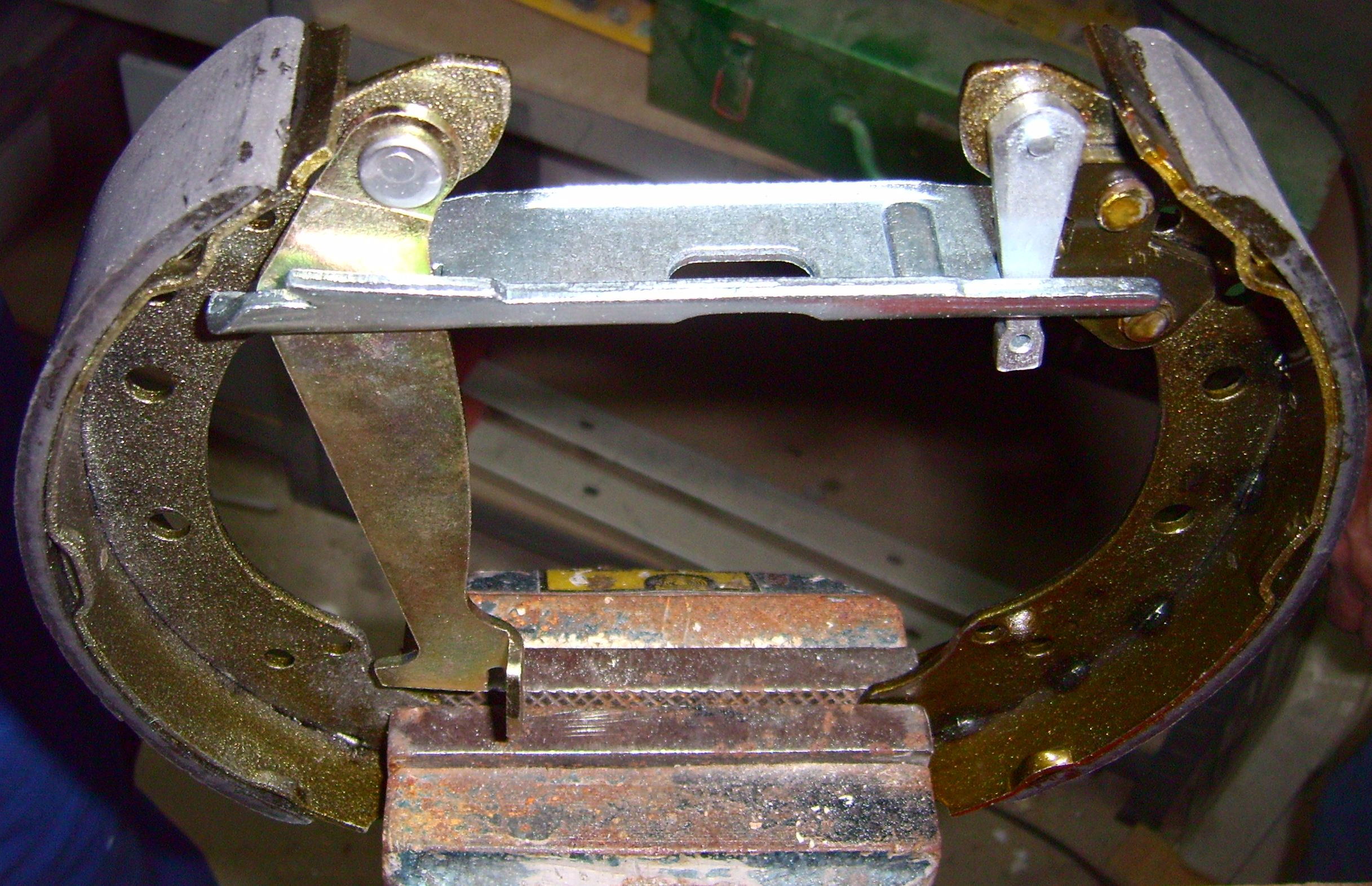
ceppi freno che integrano la leva del freno a mano

L'uso di questo sistema sta via via scomparendo a causa delle enormi temperature che il complesso frenante raggiunge, portandolo facilmente a un fenomeno di dissolvenza o come viene chiamato più frequentemente in inglese fade o fading. Tale fenomeno porta a una diminuzione della forza frenante e può arrivare anche a deformare l'impianto frenante. Non esistendo un adeguato sistema di raffreddamento del tamburo, i sistemi a disco risultano assai più efficienti nelle condizioni di stress. È questo il motivo per cui i freni a tamburo vengono montati in genere solo sulle ruote posteriori, cioè quelle che lavorano meno in frenata, oltre a permettere un'integrazione più semplice del freno a mano.